# Auyantepuia
Auyantepuia es un género de arácnidos del orden de los escorpiones de la familia Chactidae. Su validez es discutida siendo sinomimizada a otros géneros, como Broteochactas o Neochactas.

## Descripción
Son escorpiones de pequeño tamaño, con una longitud total de 19 a 28 mm. Presenta una coloración que varía entre pardo-rojizo hasta marrón oscuro. Son oriundos de Sudamérica.

## Especies
Se conocen las siguientes especies:
- Auyantepuia amapaensis Lourenço & Qi, 2007 - Brasil.
- Auyantepuia scorzai (Dagert, 1957) - Venezuela.
- Auyantepuia fravalae Lourenço, 1983 - Guayana Francesa.
- Auyantepuia gaillardi Lourenço, 1983 - Guayana Francesa.
- Auyantepuia kelleri Lourenço, 1997 - Guayana Francesa.
- Auyantepuia laurae Ythier, 2015 - Guayana Francesa.
- Auyantepuia mottai Lourenço & Araujo, 2004 - Brasil.
- Auyantepuia parvulus (Pocock, 1893) - Brasil.
- Auyantepuia sissomi Lourenço, 1983 - Guayana Francesa.
- Auyantepuia surinamensis Lourenço & Duhem, 2010 - Surinam.

Sin embargo, dada la incertidumbre taxonómica del género, varios miembros han sido reasignados y, a la espera de un nuevo estudio, solo son reconocidos los siguientes taxones:
- Auyantepuia amapaensis Lourenço & Qi, 2007 - Brasil.
- Auyantepuia laurae Ythier, 2015 - Guayana Francesa.
- Auyantepuia surinamensis Lourenço & Duhem, 2010 - Surinam.